# Acide N-acétylaspartylglutamique
L’acide N-acétylaspartylglutamique, couramment abrégé en NAAG, est un neuropeptide, le troisième neurotransmetteur le plus abondant dans le système nerveux des mammifères. Il s'agit d'un dipeptide composé d'un résidu d'acide N-acétyl-L-aspartique (NAA) et d'un résidu glutamate.